# Kejsi Tola
Kejsi Tola (født 5. februar 1992 i Tirana) er en albansk sangerinde, der repræsenterede Albanien i Eurovision Song Contest 2009.

## Diskografi

### Singler
- 2008 - "Një Minutë" (Et Minut)
- 2008 - "Carry Me in Your Dreams"
- 2009 - "Qiellin do ta Prek me Ty"
- 2009 - "UAT" (ft. Shqiponjat)"
- 2009 - "Ndonjëherë" (Nogle gange)
- 2010 - "Pranë" (Tæt)
- 2011 - "Më Jeto" (Live Me)
- 2012 - "Atje" (Der)
- 2012 - "Perëndeshë e Fantazisë" (Fantasigudinden)
- 2012 - "S’jemi më atje"
- 2014 - "Iceberg"

## Priser og nomineringer
| År   | Nomineret                 | Pris     | Resultat  | Kilde |
| ---- | ------------------------- | -------- | --------- | ----- |
| 2009 | "Carry Me In Your Dreams" | Deltager | Nomineret | [ 1 ] |